# صدف و کشیش
صدف و کشیش (به فرانسوی: La Coquille et le clergyman) یکی از فیلم‌های تجربی سینمای فرانسه است که توسط ژرمن دولاک ساخته شده‌است. فیلم‌نامه این اثر توسط آنتونن آرتو نگاشته شده‌است. این فیلم در ۹ فوریه ۱۹۲۸ برای اولین بار در پاریس نمایش یافت.
فیلم کوتاهی وهم‌انگیز، تصویرمحور، سورئالیستی و موجز است. در این اثر کشیشی دیوسرشت گرفتار وسوسه زنی می‌شود که سینه‌بندی از صدف به تن دارد. هنگامی که زن پستان‌بند صدفیش را باز می‌کند و از تن بیرون می‌آورد، سینه‌بند شعله‌ور می‌شود
.